# Christian Vilhelm Nielsen
Pour les articles homonymes, voir Nielsen.
Christian Vilhelm Nielsen, né le 26 août 1833 à Copenhague où il est mort le 26 avril 1910, est un architecte, designer de meubles et professeur de perspective danois. 
De nombreux aspirants architectes fréquentaient son école de dessin pour préparer leur admission à la Kunstakademiets Arkitektskole (en).

## Biographie
Fils de Peter Christian Nielsen, maître charpentier, et de son épouse, Ane Kirstine, née Sørensen, il entre en 1844 à la Kunstakademiets Arkitektskole. Il y reçoit une petite médaille d'argent en 1851, puis une grande médaille d'argent en 1855. L'année suivante, il reçoit la Médaille C. F. Hansen. De 1847 à 1856, il fréquente régulièrement une école privée dirigée par Gustav Friedrich Hetsch, d'abord comme apprenti, puis comme assistant.
Peu après, il crée sa propre école de dessin privée, qui forme près de 500 élèves entre 1860 et 1875. La plupart d'entre eux fréquentent ensuite la Kunstakademiet. En 1861, il épouse Caroline Jakobine Sørensen (1836-1878), fille d'un maître tourneur. En 1862, il devient professeur à l'école de perspective de la Kunstakademiets. Dans les années 1870, grâce à une série de bourses, il voyage beaucoup, en Allemagne et dans le Nord de l'Italie.
À partir de 1895, il est professeur à la Tegne- og Kunstindustriskolen for Kvinder. Il enseigne également dans des écoles du dimanche. En 1905, il est nommé professeur. Parallèlement à son activité d'enseignant, il contribue régulièrement à l' Illustreret Tidende (en) en dessinant des dessins et produit une série d'aquarelles techniquement très précises, représentant des éléments structurels. Ses styles architecturaux de prédilection étaient le gothique et la Renaissance. Certaines de ses thèses ont été publiées. Perspectiviste, il adhérait aux théories de Christoffer Wilhelm Eckersberg et les développait. La plupart de ses projets concernaient des villas et autres structures privées. Plusieurs d'entre elles ont depuis été démolies.
Il est décoré de l'Ordre du Dannebrog et est inhumé au cimetière Assistens, une tombe tombée à l'abandon.